# Music for Us
Music for Us è il secondo album discografico del gruppo musicale new wave italiano Frigidaire Tango, pubblicato nel 2006 dalla Alma Music.

## Il disco
L'album ha una storia piuttosto travagliata: i primi sei brani sono stati scritti fra il 1982 e il 1983 e registrati nel 1985 negli studi privati della band. I brani Recall e Vanity Fair, già pubblicati nell'EP Russian Dolls, vengono registrati nel 1983 a Cittadella, mentre Take Over From Me, pubblicata nella compilation Rockgarage Compilation Vol. 4, viene scritta e registrata nel 1984.
L'album non è stato inizialmente pubblicato a causa dello scioglimento della band. A partire dal 2001, i brani già registrati vengono rimasterizzati e a questi viene aggiunta Healthy, scritta nel 1984 e registrata proprio nel 2001. L'album venne poi pubblicato nel 2006 come parte della raccolta The Freezer Box.

## Tracce
1. Presage – 2:52
2. Cold Furs – 3:43
3. Shout Yourself To Death – 5:34
4. Insecurity – 1:57
5. Dazed Life – 4:22
6. When Your Head Drop – 5:16
7. Take Over From Me – 7:13
8. Recall – 6:29
9. Vanity Fair – 4:02
10. Healthy – 1:37

Durata totale: 43:05

## Formazione
- Charlie Cazale - voce
- J.M. Le Baptiste - batteria
- Steve Dal Col - chitarra
- Mark Brenda - tastiere
- Dave Nigger - basso
- Frank Tourak - tastiere